# Kubínska hoľa (geomorfologický podcelek)
Kubínska hoľa je geomorfologický podcelek Oravské Magury. Nejvyšším vrchem podcelku je Minčol, dosahující nadmořské výšky 1393,9 metrů. Je turisticky atraktivnější částí pohoří využívaným k letní i zimní rekreaci.

## Vymezení
Kubínska hoľa je jedním ze tří podcelků Oravské Magury a je situována přímo nad městem Dolný Kubín. Na severu na ni navazuje podcelek Paráč a podcelek Budín se táhne východním směrem. Mezi nimi krajina severním směrem klesá do Oravské kotliny. Západním směrem leží podcelek Kysucké vrchoviny, Kysucké bradlá a jižně leží Oravská vrchovina.

## Významné vrcholy
- Minčol (1394 m n. m.) – nejvyšší vrch pohoří
- Kubínska hoľa (1346 m n. m.)
- Čierny vrch (1319 m n. m.)

## Ochrana přírody
Na území Kubínské hole se nachází národní přírodní rezervace Minčol a přírodní památka Puchmajerovej jazierko.